# Hind Larroussi
Hind Larroussi, nome completo Hind Laroussi Tahiri, conosciuta anche come Hind (Gouda, 3 dicembre 1984), è una cantante olandese, di padre marocchino e madre olandese.
La cantante si dedica soprattutto al fado, R&B e pop, sperimentando la fusione fra i diversi generi musicali e le diverse culture musicali come arabo e portoghese.
Nel 2004 viene premiata con il Edison Award come migliore nuova artista olandese.
Nel 2008 rappresenta i Paesi Bassi all'Eurovision con la canzone Your Heart Belongs to Me.

## Discografia
- Around The World, 2003
- Halfway Home, 2005